# 蒂姆·杰克逊
蒂姆·杰克逊（英語：Tim Jackson，1969年7月4日—），澳大利亚男子田径运动员。他曾代表澳大利亚参加1990年和1994年英联邦运动会田径比赛，其中1994年英联邦运动会获得一枚银牌。